# Strzebieszew
Strzebieszew – wieś w Polsce położona w województwie łódzkim, w powiecie łowickim, w gminie Domaniewice.
| SIMC    | Nazwa                | Rodzaj    |
| ------- | -------------------- | --------- |
| 0727720 | Kapkaz               | część wsi |
| 0727736 | Kolonijka            | część wsi |
| 0727742 | Strzebieszew-Zagórze | część wsi |

W latach 1975–1998 miejscowość administracyjnie należała do województwa skierniewickiego.
9 września 1939 żołnierze Wehrmachtu zamordowali 11 mieszkańców wsi.